# 50/50
「50/50」（フィフティー・フィフティー）とは、中山美穂の10枚目のシングルで、同シングルの表題曲である。1987年7月7日に発売された。発売元はキングレコード(EP: K07S-10201)

## 背景
表題曲を作曲した小室哲哉は、『月刊カドカワ』1992年11月号において、アイドルから社会現象になりつつあった中山に向けて、「自分のメロディーをより多くの人に知ってもらうチャンスだ」と必死になって作った結果、自然とテンションが上がって「ちょっと攻撃的なメロディーになった」と振り返っている。
この曲に加え、1週間後に発売されたアルバム『ONE AND ONLY』を引っ提げてのコンサートツアー ″ONE AND ONLY これっきゃない″ に向けて結成されたバックバンド ″Liberty Club″ には、DREAMS COME TRUE結成前の中村正人が ″チャチャ中村″ 名義でベーシストとして参加しており、歌番組では吉田美和がコーラス参加したこともある。
1992年7月22日には、表題曲と前作「「派手!!!」」とそれらのカラオケトラックを収録した8センチCD (KIDS-95) が発売された。

## 収録曲
1. 50/50
  - 作詞: 田口俊 / 作曲: 小室哲哉 / 編曲: 船山基紀[1]
2. 斜めな愛を許して
  - 作詞・作曲: 鮎川麻弥 / 編曲: 鷺巣詩郎

## 収録アルバム
- 50/50
  - COLLECTION　
  - Complete SINGLES BOX
  - THE GRATEST HITS 小室哲哉・作品集S（オムニバスアルバム）
  - 中山美穂 パーフェクト・ベスト
  - 上坂すみれ presents 80年代アイドル歌謡決定盤 (オムニバスアルバム)
  - 30th Anniversary THE PERFECT SINGLES BOX
  - All Time Best
- 斜めな愛を許して
  - Ballads
  - Complete SINGLES BOX
  - 30th Anniversary THE PERFECT SINGLES BOX

## チャート成績
オリコンチャートにおいて週間最高2位、1987年度年間23位を獲得した。
TBS系列放送の音楽番組『ザ・ベストテン』内のランキングは、1987年7月23日放送回の初登場で7位、6週目（同年8月27日）・7週目（同年9月3日）に2週連続で2位、1987年年間12位。
日本テレビ系列放送の音楽番組『歌のトップテン』内のランキングにおいては、自身初めての第1位（2週連続、1987年8月31日・9月7日）を獲得し、1987年年間14位。

## カバー
- 小室哲哉 - アルバム『Hit Factory』（1992年）においてセルフカバー。歌詞は全く異なっている。
- 華原朋美 - CDデビュー前の1995年にフジテレビ系『TK MUSIC CLAMP』内で歌唱。華原が初めて買ったレコードがこの曲であった。
- カップリング曲「斜めな愛を許して」は、作詞・作曲の鮎川麻弥がライブでセルフカバーすることがある[いつ?]。